# Alto Barroca
Alto Barroca é um bairro da região oeste de Belo Horizonte, localizado entre as avenidas Amazonas e Silva Lobo . Sua população é predominantemente de classe média alta. 

## Origem
Localizado na área da antiga região do Calafate, teve seus primeiros loteamentos aprovados na década de 1920.  Seu nome faz referência ao terreno do bairro, íngreme e composto de barro vermelho predominante nos barrancos da região.  O prolongamento da Avenida Amazonas, na década de 1930, estimulou sua ocupação e expansão. 

## Mobilidade
O bairro tem acesso a principais vias de Belo Horizonte como Avenida Amazonas, Avenida Silva Lobo e Avenida Barão Homem de Melo. Além disso, duas principais vias de acesso passam por dentro do bairro: Rua Catete e Rua Campos Eliseos.

## Serviços
As necessidades do dia a dia são facilmente supridas pelos supermercados, padarias, açougues e outros comércios locais que enriquecem o cotidiano dos moradores ao longo da Avenida Silva Lobo.  A Avenida Amazonas, junto com as vibrantes Avenida Silva Lobo concentram a maioria dos estabelecimentos, proporcionando um estilo de vida prático e agradável, onde tudo está a uma curta e prazerosa caminhada. 

## Estilo de vida
Viver no bairro oferece a conveniência de ter tudo a um passo de distância.  Para quem gosta de se exercitar, a Avenida Silva Lobo, a poucos metros, convida a uma corrida em sua movimentada pista de cooper ou a um passeio pela pitoresca feira de rua aos sábados. 

## Bairros vizinhos
- Barroca
- Grajau
- Prado
- Nova Suiça
- Nova Granada